# Church, Lancashire
Church är en ort i distriktet Hyndburn, Storbritannien. Den ligger i grevskapet Lancashire och riksdelen England, i den centrala delen av landet, 290 km nordväst om huvudstaden London. Church ligger 130 meter över havet och antalet invånare är 4 077.
Terrängen runt Church är platt åt sydväst, men åt nordost är den kuperad.Runt Church är det tätbefolkat, med 947 invånare per kvadratkilometer. Närmaste större samhälle är Bolton, 18,9 km söder om Church. Runt Church är det i huvudsak tätbebyggt.